# Ивницы
Ивницы (Ивница) — деревня в Рамонском районе Воронежской области.
Входит в состав Берёзовского сельского поселения.

## География

### Улицы
| - ул. 25 Января - ул. Валерии - ул. Верхняя дачная - ул. Дачная - ул. Дорожная - ул. Есенина - ул. Заречная - ул. Зелёная - ул. Лесная | - ул. Луговая - ул. Полевая - ул. Приовражная - ул. Речная - ул. Совхозная - ул. Центральная - ул. Юбилейная - ул. им Петра Первого - пер. Майский |

## Население
| 1859 | 2010 |
| ---- | ---- |
| 322  | ↘115 |